# Exacum axillare
Exacum axillare är en gentianaväxtart som beskrevs av Thw.. Exacum axillare ingår i släktet Exacum och familjen gentianaväxter. Utöver nominatformen finns också underarten E. a. pentamera.